# Miguel Flores
Miguel Flores Espinoza (ur. 11 października 1920 w Taltal, zm. 15 stycznia 2002 w Santiago) – piłkarz chilijski grający podczas kariery na pozycji obrońcy.

## Kariera klubowa
Podczas kariery piłkarskiej Miguel Flores występował w stołecznych klubach Magallanes i Universidad de Chile.

## Kariera reprezentacyjna
W reprezentacji Chile Flores zadebiutował 13 kwietnia 1949 w przegranym 1-2 spotkaniu w Copa América z Brazylią. 
Na turnieju w Brazylii Flores wystąpił w trzech w meczach: z Brazylią, Peru i Urugwajem, który był jego ostatnim meczem w reprezentacji.
W 1950 roku został powołany przez selekcjonera Arturo Bucciardiego do kadry na mistrzostwa świata w Brazylii. Na mundialu Flores był rezerwowym i nie wystąpił w żadnym meczu. W 1949 roku rozegrał w kadrze narodowej 3 spotkania.